# Нетяга Валентина Григорівна
Валентина Григорівна Нетяга (нар. 27 жовтня 1945, село Тетянівка, тепер Шевченківського району Харківської області) — українська радянська діячка, токар Харківського виробничого об'єднання «Завод імені Малишева». Депутат Верховної Ради УРСР 8—10-го скликань.

## Біографія
Освіта середня.
У 1963—1965 роках — продавець Шевченківської райспоживспілки Харківської області.
З 1965 року — токар Харківського заводу транспортного машинобудування імені Малишева (виробничого об'єднання «Завод імені Малишева»).
Потім — на пенсії в місті Харкові.

## Нагороди
- ордени
- медалі